# 番茄醬炒飯
番茄醬炒飯（Ketchup Fried Rice）、又稱茄汁炒飯、番茄炒飯，是應用番茄醬到炒飯中的料理。配料會使用各種肉類與蔬菜或水果，除了可以直接食用外，亦會作成蛋包飯等料理。除了日式蛋包飯外，泰國的美國炒飯，香港的西炒飯都屬於番茄醬炒飯的一種。

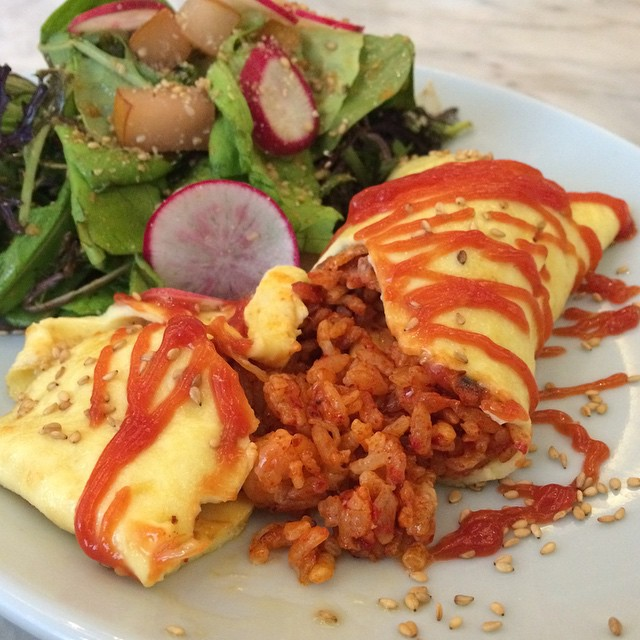
內有番茄醬炒飯的蛋包飯。